# Assentament improvisat de Leda
L'Assentament improvisat de Leda és un campament de refugiats construït per a refugiats Rohingya en terrenys de propietat governamental a la Nhilla Union del sub districte de Teknaf, a Bazar de Cox, Bangladesh. El campament està situat a uns 15 km (9.3 mi) de la ciutat de Teknaf.

## Història
Una entitat social caritativa islàmica amb seu al Regne Unit va construir l'assentament en una superfície de 20 hectàrees (0.077 sq mi) al juliol del 2008 i va treballar per proporcionar aigua i sanejament als residents fins que el govern del Bangladesh va demanar que es retirés el febrer de 2010. Des de llavors el campament ha estat gestionat per l'Organització Internacional per a les Migracions. El campament es regeix per un Comitè de Gestió del Camp format per residents del campament.
A partir del 14 de gener de 2018, la població de refugiats que viuen dins de la zona original del campament improvisat de Leda és de 15.300. Altres 34.400 viuen a la zona de campaments extensos.

## Instal·lacions
Una clínica de deu llits dirigida per l'OIM ofereix serveis de cures a les instal·lacions, així com atenció bàsica obstètrica i emergència per a nadons. Diverses ONG que operen al campament també subministren madrasses, aigua potable, latrines, lavabos i espais per a nens. Leda té botigues dirigides per habitants bengalencs i refugiats Rohingya.